# Scott Michael Campbell
Scott Michael Campbell (ur. 14 sierpnia 1971 r. w Missoula, w stanie Montana, USA) – amerykański aktor filmowy i telewizyjny.
Absolwent Amerykańskiej Akademii Sztuk Dramatycznych.
W 1996 roku występował w serialu telewizyjnym Ostry dyżur. Pojawił się w jednej z drugoplanowych ról w filmie Cougar Club (2007), w którym wystąpił obok Izabelli Scorupco. W oscarowym melodramacie Tajemnica Brokeback Mountain (2005) stworzył kreację homoseksualnego małżonka Anny Faris. Zagrał też w filmach Flight of the Phoenix (2004) i Small Town Saturday Night (2009). Gościnnie wystąpił m.in. w serialach Kochane kłopoty, Chirurdzy czy Zabójcze umysły.